# Eliad, Golan Heights
Eliad (tiếng Hebrew: אֵלִי עַד  אֵלִאֵלִעַד) là một khu định cư của Israel và moshav ở phía nam Cao nguyên Golan. Nó thuộc thẩm quyền của Hội đồng khu vực Golan và năm 2017 có dân số 375 người. [1] Cộng đồng quốc tế coi các khu định cư của Israel ở Cao nguyên Golan là bất hợp pháp theo luật pháp quốc tế, nhưng chính phủ Israel tranh chấp điều này.

## Lịch sử
Israel chiếm được khu vực từ Syria vào tháng 6 năm 1967 trong Chiến tranh Sáu ngày. Năm 1968, một khu định cư Nahal được thành lập, và trở thành moshav hai năm sau đó. Ban đầu nó được gọi là El Al (tiếng Hebrew: אֶל עָל), "Lên trời", giống như hãng hàng không quốc gia của Israel El Al (như là một sự thay đổi về tên của ngôi làng Ả Rập của Al 'Al = 'nơi cao'), và sau đó đổi tên Eli Al (tiếng Hebrew: אֵלִי עַל), trước khi giả sử tên hiện tại của nó. Nó được đặt tên  để tưởng nhớ điệp viên Eli Cohen người Israel thành công ban đầu, người đã bị bắt và treo cổ ở Syria.
אֶל עָלאֵלִאֵלִעַל

## Chi tiết
Eliad là nhà của nhà máy rượu Château Golan.
Con suối gần đó, Nahal El Al (tiếng Do Thái) hoặc Wadi Dafila (tiếng Ả Rập) là một điểm đến đi bộ nổi tiếng và có thác Đen, được đặt tên cho đá bazan đen và nằm gần Avnei Eitan, và thác Trắng ở hạ lưu đá vôi và nằm cạnh Eliad.